# سيف بيرنيك
سيف بيرنيك هو سيف حديدي ذو حدين يعود للقرون الوسطى كشف عنه في أنقاض القلعة القروسطية كراكرا قرب برنيك غرب بلغاريا، في 1 يناير 1921م. يحمل السيف نقشًا بالفضة على النصل. يحتفظ بالسيف في متحف الآثار الوطني في بلغاريا في صوفيا تحت رقم الجرد 2044. يبلغ طول السيف 96 سنتيمترًا وعرضه 4.5 سم.